# Hamid Algabid
Hamid Algabid (* 1. Januar 1941 in Belbédji) ist ein nigrischer Politiker. Er war von 1983 bis 1988 Premierminister seines Landes und von 1988 bis 1996 Generalsekretär der Organisation der Islamischen Konferenz.

## Leben
Hamid Algabid gehört der Volksgruppe der Tuareg an. Er besuchte die Grundschule in Tanout und das Lycée classique et moderne in Niamey. Er erhielt danach eine Licence in öffentlichem Recht an der Universität Abidjan und diplomierte 1970 am Institut International d’Administration Publique in Paris. Im selben Jahr trat er als Abteilungsleiter in den Dienst des nigrischen Finanzministeriums, wo er 1972 zum Generalsekretär befördert wurde. Er wechselte 1976 als Manager zur Islamischen Entwicklungsbank, wo er bis 1979 arbeitete.
Algabid gehörte von 1979 bis 1988 in verschiedenen Funktionen der nigrischen Regierung an. Am 10. September 1979 wurde er Staatssekretär im Ministerium für auswärtige Angelegenheiten und Kooperation. Er war ab 9. Februar 1981 Handelsminister und ab 14. Juni 1982 Handels- und Verkehrsminister. Am 24. Januar 1983 wurde er beigeordneter Minister für Finanzen. Staatschef Seyni Kountché ernannte ihn am 14. November 1983 als Nachfolger von Mamane Oumarou zum Premierminister. Dieses Amt hatte er bis 15. Juli 1988 inne. Auf Grund der Krebserkrankung von Staatschef Kountché, der er am 10. November 1987 erlag, erhielt Algabid am 6. Juli 1987 die Zeichnungsvollmacht für alle Verordnungen, Dekrete und sonstigen juristischen Akte, die dem Staatschef vorbehalten sind. Hamid Algabid wurde am 24. März 1988 in Amman zum Generalsekretär der Organisation der Islamischen Konferenz gewählt. Bis zu seinem Amtsantritt am 30. Dezember 1988 bekleidete er in Niger ab 15. Juli 1988 den Rang eines Staatsministers. Im selben Jahr veröffentlichte er seine Dissertation in Rechtswissenschaft an der Université Paris 1 Panthéon-Sorbonne. 1992 wurde er als Generalsekretär der Islamischen Konferenz für eine zweite Amtszeit gewählt, die bis 31. Dezember 1996 dauerte. Er kandidierte 1996 für das Amt des Generalsekretärs der Vereinten Nationen, zu dem Kofi Annan gewählt wurde.
Algabid wurde daraufhin 1997 Verwaltungsratsmitglied des Bergbauunternehmens Compagnie Minière d’Akouta (COMINAK). Er schloss sich den Unterstützern von Staatspräsident Ibrahim Baré Maïnassara an, der 1996 durch einen Staatsstreich an die Macht gekommen war. Algabid wurde im August 1997 beim Gründungskongress von Baré Maïnassaras Bündnisses für Demokratie und Fortschritt (RDP-Jama’a) zu dessen Parteivorsitzenden gewählt. Nach Baré Maïnassaras gewaltsamem Tod 1999 entbrannte ein Machtkampf um den Parteivorsitz, bei dem sich Hamid Algabid gegen Amadou Boubacar Cissé gerichtlich durchsetzen konnte. Er kandidierte für den RDP-Jama’a bei den Präsidentschaftswahlen in Niger 1999 und erreichte den vierten Platz. Nach seiner Wahl zum Abgeordneten der Nationalversammlung bei den Parlamentswahlen in Niger 1999 beendete er seine Tätigkeit für die COMINAK. Er wurde Vorsitzender der Parlamentsfraktion des RDP-Jama’a und Mitglied des Parlamentsausschusses für Finanzen. 2001 wurde er als Parteivorsitzender des RDP-Jama’a wiedergewählt, außerdem zum stellvertretenden Vorsitzenden der RDP-Jama’a-Parlamentsfraktion und zum vierten Vizepräsidenten des Büros der Nationalversammlung gewählt. Algabid trat auch bei den Präsidentschaftswahlen in Niger 2004 an, war allerdings während des Wahlkampfs als Sondervermittler der Afrikanischen Union im Darfur-Konflikt tätig und erreichte nur den sechsten und letzten Platz. Bei der Stichwahl unterstützte er den siegreichen Kandidaten Mamadou Tandja (MNSD-Nassara). Algabid, der bei den Parlamentswahlen in Niger 2004 in die Nationalversammlung wiedergewählt wurde, erhielt als Belohnung für seine Unterstützung den Posten des Präsidenten des Haut Conseil des Collectivités Territoriales, der für Dezentralisierungsmaßnahmen in Niger zuständig war. Als sich Staatspräsident Tandja durch das umstrittene Verfassungsreferendum in Niger 2009 eine dritte Amtszeit sichern wollte, suspendierte die Westafrikanische Wirtschaftsgemeinschaft (ECOWAS) Nigers Mitgliedschaft. Hamid Algabid wurde als einer von mehreren Pro-Tandja-Verhandlern zum ECOWAS-Sitz nach Abuja geschickt. 2010 wurde Tandja durch einen Staatsstreich abgesetzt. Bei den Präsidentschaftswahlen in Niger 2011 verzichtete Algabids RDP-Jama’a auf einen eigenen Kandidaten und unterstützte den Wahlgewinner Mahamadou Issoufou (PNDS-Tarayya). Algabid ist seit den Parlamentswahlen in Niger 2011 nicht mehr Abgeordneter in der Nationalversammlung, blieb aber Parteivorsitzender des RDP-Jama’a.

## Schriften
- Les Banques islamiques, problématique générale et perspectives de développement. Dissertation. Université Paris 1 Panthéon-Sorbonne, Paris 1988.
- Le rôle de la zakat dans la lutte contre la pauvreté. Nouvelle Imprimerie du Niger, Niamey 2003.

## Ehrungen
- Kommandeur des Nationalordens Nigers (1989)
- Großoffizier des Verdienstordens Nigers (2000)[2]